# 1985年全仏オープン
1985年 全仏オープン（1985ねんぜんふつオープン、Internationaux de France de Roland-Garros 1985）は、フランス・パリにある「スタッド・ローラン・ギャロス」にて、1985年5月27日から6月9日にかけて開催された。

## シード選手

### 男子シングルス
1. ジョン・マッケンロー　（ベスト4）
2. イワン・レンドル　（準優勝）
3. ジミー・コナーズ　（ベスト4）
4. マッツ・ビランデル　（優勝、3年ぶり2度目）
5. アンドレス・ゴメス　（3回戦）
6. アンダース・ヤリード　（4回戦）
7. ヨアキム・ニーストロム　（ベスト8）
8. エリオット・テルチャー　（2回戦）
9. ヤニック・ノア　（4回戦）
10. アーロン・クリックステイン　（4回戦）
11. ミロスラフ・メチージュ　（3回戦）
12. ヘンリク・スンドストローム　（4回戦）
13. トマシュ・スミッド　（4回戦）
14. ステファン・エドベリ　（ベスト8）
15. ブラッド・ギルバート　（1回戦）
16. ジミー・アリアス　（1回戦）

### 女子シングルス
1. マルチナ・ナブラチロワ　（準優勝）
2. クリス・エバート・ロイド　（優勝、2年ぶり6度目）
3. ハナ・マンドリコワ　（ベスト8）
4. マニュエラ・マレーバ　（ベスト8）
5. ヘレナ・スコバ　（1回戦）
6. ジーナ・ガリソン　（1回戦）
7. クラウディア・コーデ＝キルシュ　（ベスト4）
8. カーリン・バセット　（4回戦）
9. カタリナ・リンドクイスト　（2回戦）
10. ボニー・ガドゥセク　（4回戦）
11. シュテフィ・グラフ　（4回戦）
12. バーバラ・ポッター　（1回戦）
13. キャシー・リナルディ　（3回戦）
14. ガブリエラ・サバティーニ　（ベスト4）
15. アンドレア・テメシュバリ　（1回戦）
16. パム・カサレ　（2回戦）

## 大会経過

### 男子シングルス
準々決勝
- ジョン・マッケンロー vs.  ヨアキム・ニーストロム　6-7, 6-2, 6-2, 3-6, 7-5
- マッツ・ビランデル vs.  アンリ・ルコント　6-4, 7-6, 6-7, 7-5
- ジミー・コナーズ vs.  ステファン・エドベリ　6-4, 6-3, 7-6
- イワン・レンドル vs.  マルティン・ハイテ　6-4, 6-2, 6-4

準決勝
- マッツ・ビランデル vs.  ジョン・マッケンロー　6-1, 7-5, 7-5
- イワン・レンドル vs.  ジミー・コナーズ　6-2, 6-3, 6-1

### 女子シングルス
準々決勝
- マルチナ・ナブラチロワ vs.  サンドラ・チェッキーニ　6-2, 6-2
- クラウディア・コーデ＝キルシュ vs.  ハナ・マンドリコワ　6-4, 6-4
- ガブリエラ・サバティーニ vs.  マニュエラ・マレーバ　6-3, 1-6, 6-1
- クリス・エバート・ロイド vs.  テリー・フェルプス　6-4, 6-0

準決勝
- マルチナ・ナブラチロワ vs.  クラウディア・コーデ＝キルシュ　6-4, 6-4
- クリス・エバート・ロイド vs.  ガブリエラ・サバティーニ　6-4, 6-1

## 決勝戦の結果
- 男子シングルス： マッツ・ビランデル vs.  イワン・レンドル　3-6, 6-4, 6-2, 6-2
- 女子シングルス： クリス・エバート・ロイド vs.  マルチナ・ナブラチロワ　6-3, 6-7, 7-5
- 男子ダブルス： マーク・エドモンドソン＆ キム・ウォーウィック vs.  シュロモ・グリックステイン＆ ハンス・シモンソン　6-3, 6-4, 6-7, 6-3
- 女子ダブルス： マルチナ・ナブラチロワ＆ パム・シュライバー vs.  クラウディア・コーデ＝キルシュ＆ ヘレナ・スコバ　4-6, 6-2, 6-2
- 混合ダブルス： ハインツ・ギュンタード＆ マルチナ・ナブラチロワ vs.  フランシスコ・ゴンザレス＆ ポーラ・スミス　2-6, 6-3, 6-2

## みどころ
- 女子シングルス優勝者のクリス・エバート・ロイドが、大会最多記録となる全仏オープン「6勝」に到達した。この大会は国際大会になる前、1924年まで出場資格がフランス人選手に限定されていたが、その期間をまたぐ時期の1920年-1926年にかけてスザンヌ・ランラン（1899年 - 1938年）が6度優勝したことがある。[1] 現在ではランランの優勝はテニスの「公認記録」から除外されているため、エバートが正真正銘の大会歴代1位記録保持者になった。

## 脚註
1. ↑  Palmarès de 1920 à 1929 (フランス語)